# Alticola tuvinicus
Alticola tuvinicus es una especie de roedor de la familia Cricetidae.

## Distribución geográfica
Se encuentra en Mongolia y Rusia. 